# Гребля Чурфас
Гребля Чурфас (Cheurfas) — гідротехнічна споруда на півночі Алжиру.
Греблю спорудили на уеді Мекерра (Mekerra), який починається ще на Високих плато, прорізає хребти Тель-Атласу та після проходження через рівнину Макта зливається у уедом Ель-Хаммам в уед Макта, що через кілька сотень метрів досягає Середземного моря. Її призначенням була іригація рівнини Мокта – великої пласкої ділянки у прибережній частині Тель-Атласу, яка в звичайному стані без штучної подачі води мала засолонені землі.
Вже в 1845-му (лише за півтора десятка років після завоювання Алжиру Францією) на Мекеррі незадовго до виходу його на рівнину Макта звели малу насипну греблю висотою 9 метрів, довжиною 40 метрів та шириною по основі 9 метрів. В 1858-му її наростили на 6,5 метрів, при збереження тієї ж товщини по основі, що дало змогу довести об’єм сховища до 3,4 млн м3.
Втім, зрошення Макти потребувало набагато більше води, тому спершу в першій половині 1870-х  далі на схід на уеді Ель-Хаммам звели греблю Фергуг, а в 1880—1882 роках на Мекеррі за 17 км вище по течії від попередньої споруди, що стала відома як «мала гребля», звели «велику греблю» Чурфас. Вона була виконана як мурована гравітаційна споруда висотою 35 (за іншими даними — 30) метрів, що утворила сховище об’ємом 17 млн м3.
В 1885-му під час сильної повені було зруйновано правобережну частину греблі Чурфас, за чим послідувало руйнування «малої греблі». Відбудову «великої греблі» завершили в 1892-му, при цьому споруда мала висоту 29 метрів, довжину 160 метрів, ширину від 4 (по гребеню) до 32 (по основі) метрів та утримувала водосховище об’ємом 16 млн м3 з нормальним рівнем поверхні на позначці 229 метрів НРМ.
Під час потужної повень 1927 року, що зруйнувала греблю Фергуг, рівень води в уеді Меккер перевищив висоту греблі Чурфас на 1,8 метра, але споруда вистояла та не була розмита. Втім, в 1936-му її укріпили 37 металевими тросами, розміщеними через кожні 4 метра уздовж водоскидної секції, а також спорудила за три сотні метрів нижче по течії невеличку аркову греблю висотою 6 метрів та довжиною 70 метрів, яка мала захищати русло уеду від розмиву.
Враховуючи, що з плином часу водосховище замулилось та не могло виконувати свою функцію, в 1992-му ввели в дію нову греблю Чурфас ІІ. Це бетонна споруда висотою 82 метра, довжиною 286 метрів та шириною від 5 (по гребеню) до 8 (по основі) метрів. Вона утримує водосховище з об’ємом 75 млн м3 та нормальним рівнем поверхні 225,6 метра НРМ (під час повені може зростати до 228 метрів НРМ). Облаштований в центральній частині споруди водоскид розрахований на перепуск під час повені 2039 м3/с.